# Howie Long
Howard Matthew Moses „Howie“ Long (* 6. Januar 1960 in Somerville, Massachusetts) ist ein ehemaliger US-amerikanischer American-Football-Spieler auf der Position des Defensive Ends. Er spielte 13 Jahre für die Oakland/Los Angeles Raiders in der National Football League (NFL) und hatte einen wesentlichen Anteil am Sieg seiner Mannschaft im Super Bowl XVIII. Zudem wurde er insgesamt achtmal in den Pro Bowl und nach seiner aktiven Spielerlaufbahn 2000 in die Pro Football Hall of Fame gewählt.
Nach seiner Spielerlaufbahn führte er seine Karriere als Schauspieler und Moderator u. a. bei Fox Sports Networks weiter.

## Footballkarriere
Long besuchte die Villanova University und spielte dort College Football von 1977 bis 1980. In seinem ersten Jahr startete er in jedem Spiel und erzielte 99 Tackles. In seinem zweiten Jahr führte er die Mannschaft mit fünf Sacks an und erzielte zudem wieder 78 Tackles. In seinem dritten Jahr musste er aufgrund einer Verletzung drei Spiele aussetzen und konnte daher insgesamt nur 46 Tackles anbringen. In seinem letzten Jahr führte er mit vier Sacks wieder die Statistik an und konnte zudem noch 84 Tackles anbringen.
Nachdem die Oakland Raiders im Jahr zuvor im Super Bowl XV die Philadelphia Eagles geschlagen haben, wurde Long im NFL Draft 1981 von den Raiders in der zweiten Runde an 48. Stelle ausgewählt. Seine Kombination aus Größe, Kraft und Schnelligkeit machten ihn zu einer gefürchteten Waffe in der Defensive Line der Raiders. Er konnte damit seine Gegenspieler an der Line of Scrimmage neutralisieren und zum Quarterback oder zum balltragenden Runningback durchbrechen. Erreicht hat er diese Fähigkeit u. a. dadurch, dass er als einer der härtesten Spieler der 1980er Jahre galt. Als Grund dafür kann seine Herkunft herhalten, da er in Charlestown, einem rauen Arbeiter-Vorort von Boston aufgewachsen ist, wo die Jugendlichen ihre Differenzen offen auf der Straße austrugen.
Während seiner Spielerlaufbahn konnte Long 91,5 Sacks erzielen (7,5 Sacks sind dabei nicht offiziell, da der Sack erst ab 1982 eine offizielle Statistikgröße wurde). 1986 schaffte er mit der Defense der Raiders insgesamt 63 Sacks zu erzielen, womit sie diese Statistik anführten. Zwischen 1983 und 1986 konnte die Defense der Raiders insgesamt 249 Sacks erzielen, womit sie genauso viele hatten wie die Chicago Bears in der Zeit. Die Saison 1983 konnten Long und die Raiders zudem mit dem Super Bowl XVIII abschließen. Das gesamte Laufspiel der Washington Redskins um John Riggins wurde dabei in dem Spiel auf nur 90 Yards begrenzt. Für seine Leistungen als Spieler wurde er insgesamt achtmal in den Pro Bowl gewählt.
Bei seinem Rücktritt nach der Saison 1993 war er der letzte Spieler, der mit den Raiders noch in Oakland spielte.

## Nach der NFL-Karriere
Nach seinem Rückzug vom aktiven Sport verfolgte Long eine Karriere als Schauspieler hauptsächlich in Actionfilmen. So spielte er zum Beispiel die Hauptrolle im Film Firestorm – Brennendes Inferno und im Film Operation: Broken Arrow neben John Travolta mit. Daneben trat er zusätzlich im TV in vielen Fernsehshows und Werbespots auf. Zudem begann er eine Karriere als Spieleanalyst im Fernsehen, indem er für FOX die Pregameshows für die Sonntagsspiele moderiert.
Neben seiner TV-Karriere ist er auch als Buchautor tätig. So schrieb er für die Für-Dummies-Reihe das Buch Football for Dummies, mit dem er einem durchschnittlichen Footballfan die Grundlagen des professionellen Footballs näher bringen will.

## Filmografie (Auswahl)
- 1984: In'N Out
- 1996: Operation: Broken Arrow (Broken Arrow)
- 1998: Firestorm – Brennendes Inferno (Firestorm)
- 1998: Django – Ein Dollar für den Tod (Dollar for the Dead)
- 2001: Crime is King (3000 Miles to Graceland)

## Privates
Long ist verheiratet und hat drei Söhne. Sein ältester Sohn, Chris spielte als Defensive End bei den Philadelphia Eagles. Kyle, der zweitälteste Sohn, spielte als Guard bei den Chicago Bears.